# Багдад (еялет)
33°20′00″ пн. ш. 44°23′00″ сх. д. / 33.333333333333° пн. ш. 44.383333333333° сх. д.
Багдадський еялет або Багдадський пашалик (осман. ایالت بغداد) — адміністративно-територіальна одиниця Османської імперії. Існував у 1535—1864 роках з площею 161,120 км². Утворився внаслідок захоплення арабського Іраку військами Османської імперії. У 1704 році тут утворилася напівнезалежна держава, що існувала до 1831 року, коли було відновлено владу султана. У 1867 році перетворено на Багдадський вілаєт.

## Історія

### Утворення
У 1517 році після завоювання Мамлюкського Єгипту, османський султан Селім I прийняв титул «халіфа», змусивши повезеного їм з собою з Каїра останнього Аббасида —  Мутаваккіля III — відмовитися в свою користь від цього титулу і поступитися пов'язаним зі званням «намісника пророка Божого» правам духовного очільника мусульманського світу. Ставши, таким чином, наступниками Аббасидского халіфів, турецькі султани стали природно вважати Багдад, колишню столицю останніх, своїм надбанням. В цей час Ірак разом з Багдадом перебував під владою Персії, де панувала династія Сефевидів, що нещодавно повалила Ак-Коюнлу.
У 1534 році, скориставшись розгардіяшем у Персії, османські війська на чолі з султаном Сулейманом I захопили Багдад. У 1535 році тут було утворено еялет на чолі з пашею. Цей еялет став основою для османського панування в Іраку, оскільки фактично мав зверхність на еялетами Мосула та Басри. Звідси вирушали походи проти португальських колоній у Перській затоці та власне Персії.
У 1621 році почалася нова війна з перським шахом, в результаті чого у 1623 році було втрачено Багдад. Лише у 1638 році султан Мурад IV зумів відвоювати Багдад. За Зухабською угодою Багдад залишився у володіння османської імперії. Тоді ж відновлено Багдадський еялет. Посада його очільника залишалася все більш вагомою з огляду на постійну загрозу з боку Персії.
З 1640-х років починається структурна криза в імперії, що відбилося на становищі в еялеті. Фактичну владу тут захопили яничари, які на власний розсуд призначали та скидали пашів. Влада султана до 1660 року стала суто номінальною. Втім суворі заходи перших великих візирів з роду Кепрюлю відновили вплив та авторитет султанської влади в Багдаді.
Початок великої війни з Австрією та її союзниками у 1683 році збіг з новим послабленням султанів в еялеті. До цього невдовзі додалися поразки в Європі. Це знову призвело до заколотів яничар. Водночас місцеві арабські племена стали фактично незалежними.

### Правління мамлюків
У 1702 році на посаду паші було призначено Гасан-пашу, який доволі швидко зумів приборкати яничар та придушити арабські повстання. Водночас зумів скористатися кризою в Персії та бажанням султанського уряду скористатися цим. В результаті вже у 1704 році Гасан-паша став практично незалежним правителем, заснувавши так звану Мамлюкську династію Іраку. До 1715 року у володінні династії опинилися еялети Багдаду, Басри, Шаразора, а також Мардін.
Наприкінці XVIII ст. правителі еялетів встановили торгівельні стосунки з Британською Ост-Індською компанією. Торгівля, захист кордонів, зміцнення центральної влади перетворили Багдадський, басорський та Шаразорський еялет на єдину фактично незалежну державу, що охоплювала майже увесь сучасний Ірак. Втім лише у 1823 році було припинено надсилання данини до Стамбула.

### Відновлення влади султанів
Втім війни з Дірійським еміратом, а особливо з племенем шаммара, значно послабили військову потугу держави. До цього додалися декілька років різних епідемій. У 1830 році правитель Дауд-паша вступив у відкритий конфлікт з султаном Махмудом II, який спрямував у 1831 році проти Багдада реформоване військо. Армія мамлюків зазнало поразки. Невдовзі Дауд-пашу повалено й відновлено владу султана.
Відтоді влада султанів була більш-менш міцною в Іраку. після реформи 1867 року Багдадський еялет було перетворено на вілайєт.

## Структура
Складався з 18 санджаків: Хілла, Зенгабад, Джавазар, Румая, Джангула, Кара-Таг, Багдад (у цих санджаках існували зеамети й тімари), Тертен, Самват, Біат, Дерне, Дех-Балад, Евсет, Керне-Дех, Демір-Капу, Карані, Кілан, Аль-Сах.